# Rachov
Rachov (ukrajinsky Рахів, Rachiv, česky a slovensky Rachov nebo někdy Rahovo, rusínsky Рахово, maďarsky Rahó, rumunsky Rahău, rusky Рахов; v jidiš ראחוב‎) je město na zakarpatské Ukrajině. Leží na samém východě Zakarpatské oblasti na řece Tise, v blízkosti soutoku Černé a Bílé Tisy. Zástavba města přechází i do okolí několika dalších potoků (např. Selský potok aj). Rachov je sídlem Rachovského okresu a k lednu 2016 měl 15 430 obyvatel. Je nejvýše položeným okresním městem na Ukrajině (v nadmořské výšce 430 m n. m.). V letech 1918–1938 bylo město součástí Československa. Rachov je také turistickým střediskem a jedním z výchozích bodů na Hoverlu, nejvyšší horu Ukrajiny.
Je zde sídlo Rachovské městské komunity (hromady), ukrajinsky Рахівська міська громада, ve které je město Rachov a tyto vesnice:
- Bilyn / Білин
- Trebušany, ukrajinsky Dilove / Ділове
- Kruhlyj /  Круглий
- Chmeliv / Хмелів
- Kostylivka / Костилівка
- Vilchovatyj / Вільховатий

## Název
Název města pochází dle jedné teorie od osobního jména Rach, resp. Rah. Přípona -ov, resp. -ovo (která se dříve rovněž používala) je starší než později užitá ukrajinská přípona -iv (-ів). Podle jiné teorie je slovanského původu a pochází od slova ořech. Tento název byl přijat i do maďarštiny, kde se objevuje v podobě Rahó, resp. historicky také jako Rahó Mező (Rachovské tržiště) nebo Bocskó Rahó.

## Podnebí
Klimatické poměry ovlivňuje přítomnost karpatských hor. Léta jsou teplá a zimy mírné, byť dlouhé. Léta bývají deštivá. Průměrná lednová teplota dosahuje −4,8 °C, průměrná červencová teplota +18 °C a průměrná roční teplota vzduchu +7,4 °C. Převládají větry západního a jihozápadního směru. Nejvíce srážek spadne v měsících červnu a červenci.

## Historie

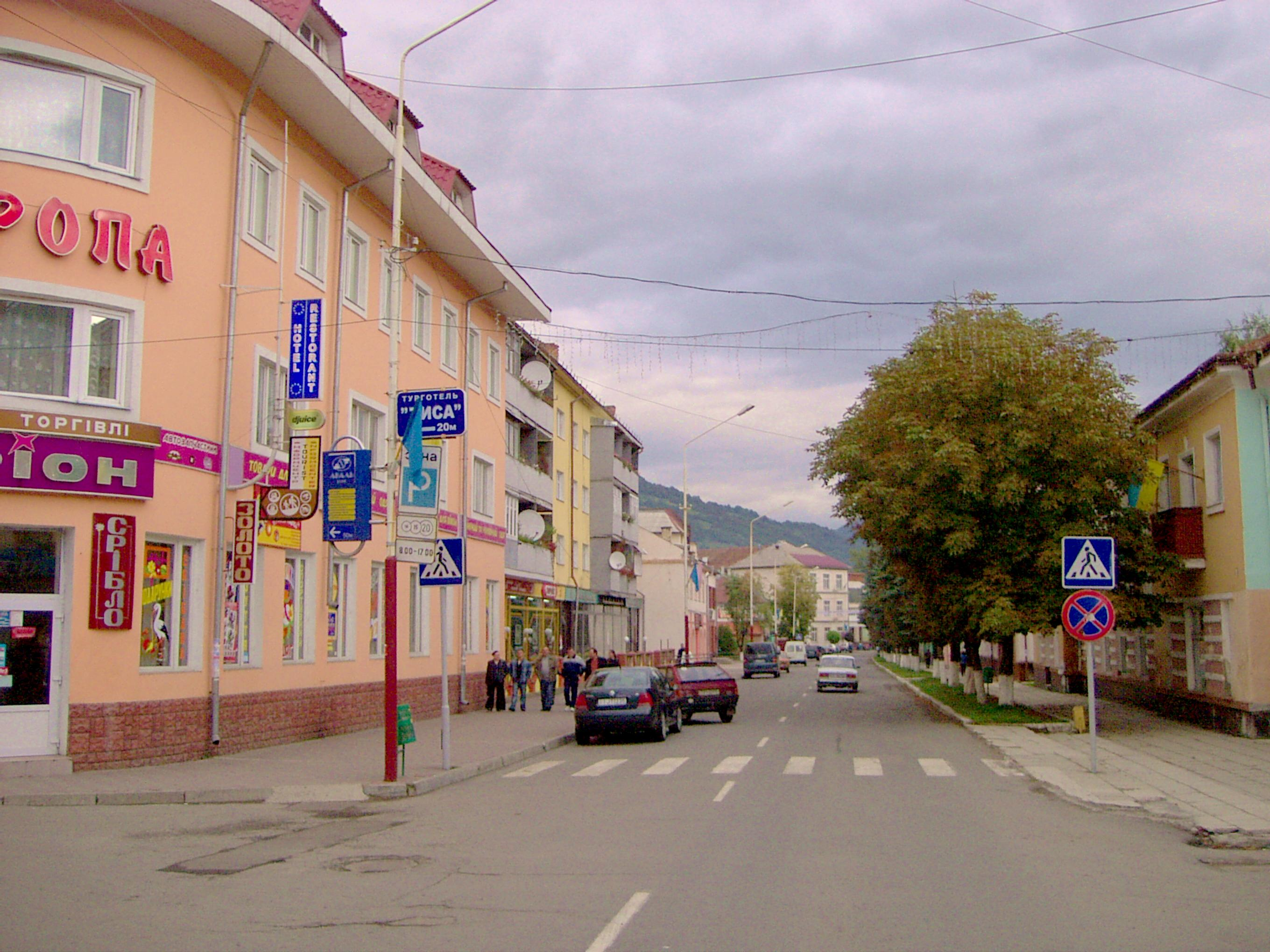
Centrum města

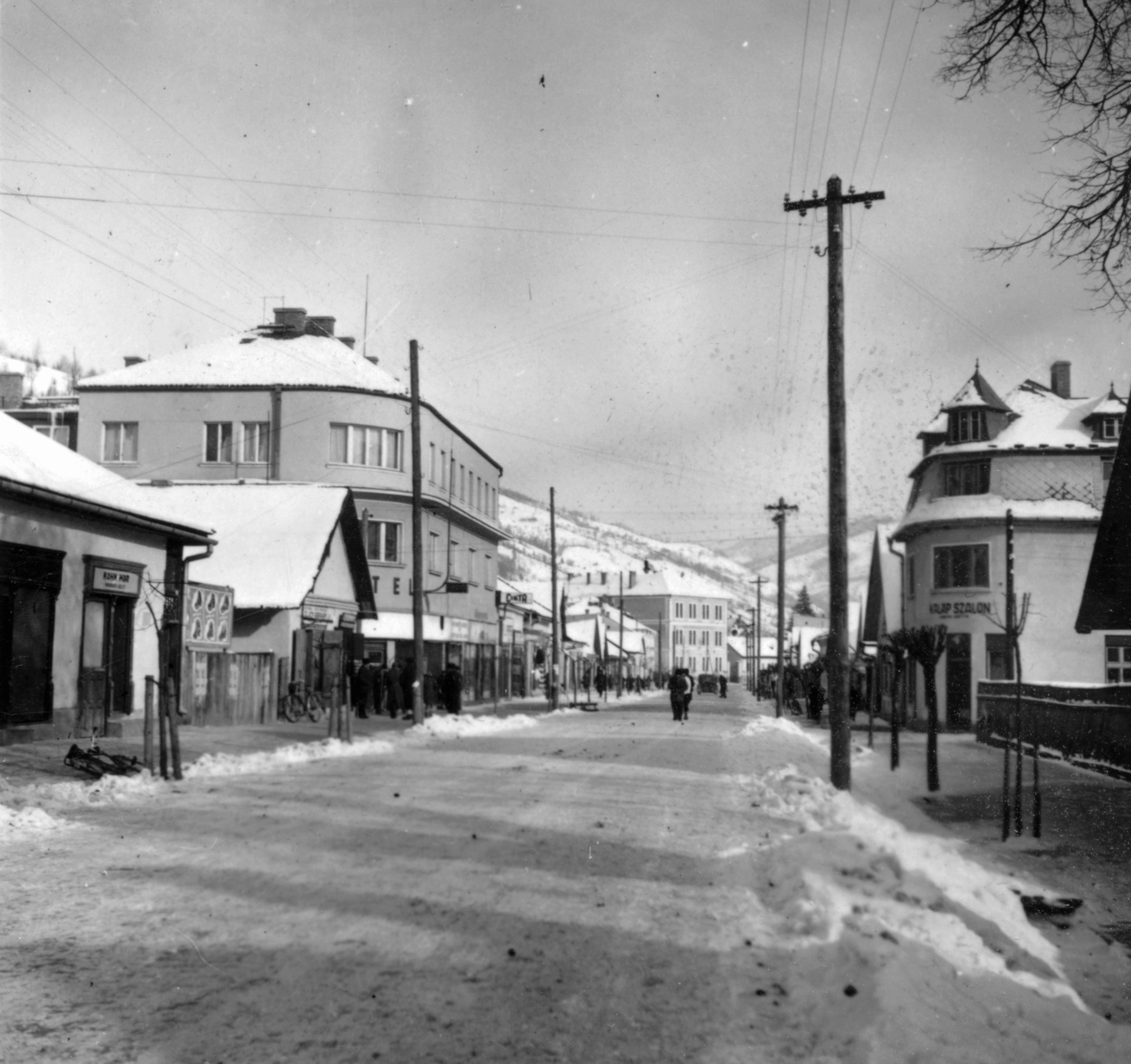
Střed města v roce 1939.

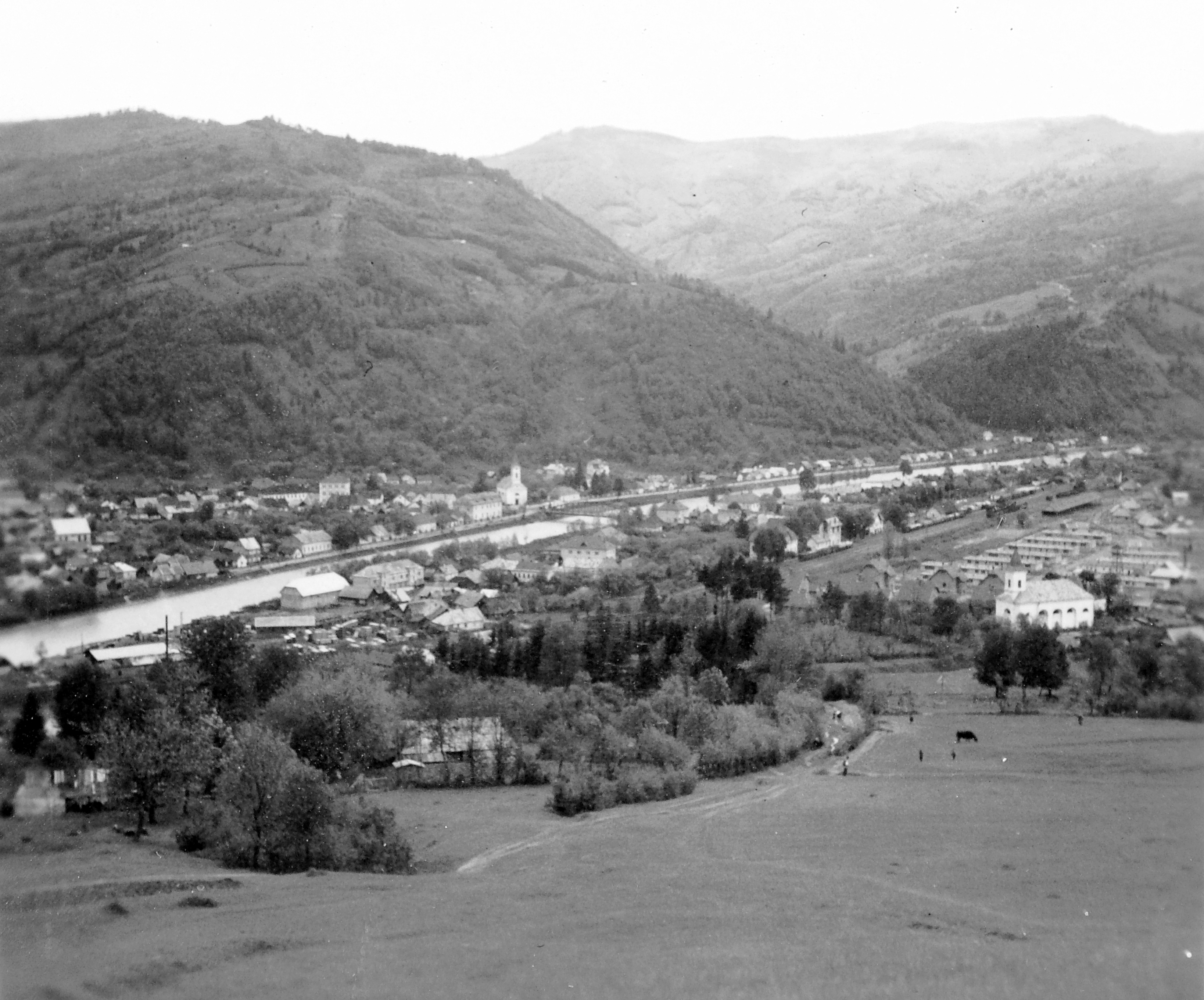
Město v roce 1949.

První písemná zmínka o sídle pochází z roku 1447. Samo město Rachov jej považuje za oficiální rok vzniku města. Vzniklo nejspíše z pastevecké osady, žili zde také vojenští dezertéři. Jednalo se o místo velmi odlehlé a zdejší kotlina neoplývala úrodnou půdou. Žilo zde jen několik málo rodin. Velká vzdálenost od civilizace však znamenala, že Rachov byl vystaven vpádům cizích vojsk, např. z území Polska.
Na počátku 18. století si zde mnoho obětí vyžádala epidemie moru (která se opakovala). Ještě v první polovině století zde byl postaven řeckokatolický kostel a při něm i první škola. V roce 1782 zde byl postaven první dřevěný most přes řeku Tisu. V letech 1792 a 1828 tu byly postaveny dva řeckokatolické kostely, jeden z nich byl zasvěcen Zesnutí přesvaté Bohorodice. Malé sídlo se postupně vyvinulo do podoby přirozeného centra horní Tisy
Kolem let 1770 až 1780 (v první vlně) a potom 1814 se na pozvání tehdejší uherské vlády usadili severně od současného města dřevaři z tehdy německojazyčných oblastí na území dnešního Slovenska. Protože většina kolonistů pocházela z regionu Spiše, nazvali svou osadu Zipserei.
V 19. století osady na obou stranách řeky Tisy postupně srostly do jednoho celku. Vzniklo zde malé správní centrum a také byl zahájen průzkum místních minerálních vod.
V roce 1895 sem byla zavedena železnice, což umožnilo rozvoj především dřevařství. Rakousko-Uhersko mohlo využívat rozsáhlé a hluboké karpatské lesy v okolí. Dráhu přes město budovaly tisíce lidí, včetně italských válečných zajatců. Podle posledního rakousko-uherského sčítání lidu z roku 1910 zde žilo 4432 Rusínů, 1177 Maďarů a 917 Němců. Po vypuknutí první světové války hrozilo, že by konflikt zasáhl i samotné město. V roce 1916 probíhaly boje v nedalekých horách. Vojsko bylo v Rachově přítomné a život se musel jeho potřebám podřídit. Město však ruská armáda neobsadila. Pamětní deska na hotelu Ukrajina s plaketou připomíná, že tady za první světové války, v letech 1917 a 1918, pobýval profesor Tomáš Garrigue Masaryk.
V poválečném zmatku na konci první světové války Rachov nějakou dobu patřil k Huculské republice, která byla vyhlášena v Jasini. Poté byl připojen k Maďarské republice rad, následně byl krátce okupován Rumunskem a nakonec, stejně jako zbytek Zakarpatí, byl připojen k nově vzniklému Československu. Československé vojsko sem dorazilo na jaře 1920. Stejně tak po rozpadu Rakouska-Uherska připadly statky habsburského rodu Československým státním lesům a statkům a v Rachově bylo zřízeno ředitelství.
Rachov byl v rámci první Československé republiky městem okresním. Nová vláda zde nechala zbudovat školy. V některých se vyučovalo česky, v jiných rusínsky. Rusínská škola zde byla otevřena roku 1923. Stejně jako v jiných částech tehdejší Podkarpatské Rusi, i zde vznikly také nové bytové domy pro státní úředníky, postaven byl nový most přes řeku Tisu (otevřen roku 1930). Hlavní ulice, kde domy pro úředníky stály, byla vydlážděna. Rozvoj turistiky se zde snažil podchytit Klub československých turistů, který zde roku 1932 otevřel první moderní hotel. Město bylo oblíbenou destinací také pro umělce. Vzhledem k jazykové blízkosti sem utíkali někteří Ukrajinci z Ukrajiny v rámci SSSR.
V roce 1928 zde byl postaven řeckokatolický kostel Povýšení sv. kříže.
I přesto byla míra zaostalosti nejvýchodnějšího okresního města tehdejšího Československa tristní. V roce 1929 žilo v Rachově 6875 lidí, z nich ale jen třetina uměla číst a psát.
Ekonomicky bylo hlavním odvětvím dřevařství, stejně jako i před rokem 1918. Velká hospodářská krize po roce 1929 sice nezbrzdila stavební a infrastrukturní rozvoj města, vedla ale k častým stávkám pracovníků ve dřevozpracujícím průmyslu. Těm totiž poklesly mzdy a řada z nich byla propuštěna, v Rachově se (stejně jako všude v tehdejší ČSR) zvyšovala nezaměstnanost.
Roku 1939 bylo v souvislosti s rozbitím Československa před druhou světovou válkou město nejprve součástí Karpatské Ukrajiny a poté obsazeno Maďarskem. Horthyovská vláda se zde pokoušela ustanovit vlastní instituce, docházelo k násilnostem a zabito bylo několik místních. Místní hotel byl přejmenován na hotel Budapešť. Maďarská správa zde vybudovala kapacity hlavně pro potřeby přítomnosti armády.
V roce 1945 se Rachov (s celou bývalou Podkarpatskou Rusí) stal součástí SSSR, resp. Ukrajinské sovětské socialistické republiky a o dva roky později pak sídlem městského typu. Roku 1946 bylo rozhodnuto o vybudování velké papírny, která by využívala zdroje z místních lesů. Podnik (ukrajinsky Рахівська картонна фабрика) se stal významným zaměstnavatelem klíčovým pro další rozvoj města v rámci Ukrajinské SSR. Postaven byl také závod na výrobu kondenzátorů. Místní dřevařský podnik byl reorganizován jako tzv. "lesokombinát" a jeho součástí se později stal i závod na výrobu nábytku. V 60. letech byly postaveny nové bytové domy při hlavních ulicích. Potřeba ubytování nových dělníků byla řešena právě jimi nebo dalšími typizovanými objekty. V provozu byly tehdy tři knihovny.
Od roku 1991 je Rachov součástí nezávislé Ukrajiny. V roce 1993 zde byl postaven pravoslavný chrám odpovídající svým stylem čistě východní pravoslavné architektuře.
V letech 1998 a 2001 město zasáhly povodně. Ty jsou ale vzhledem k charakteru řek (horské bystřiny) časté.

## Obyvatelstvo

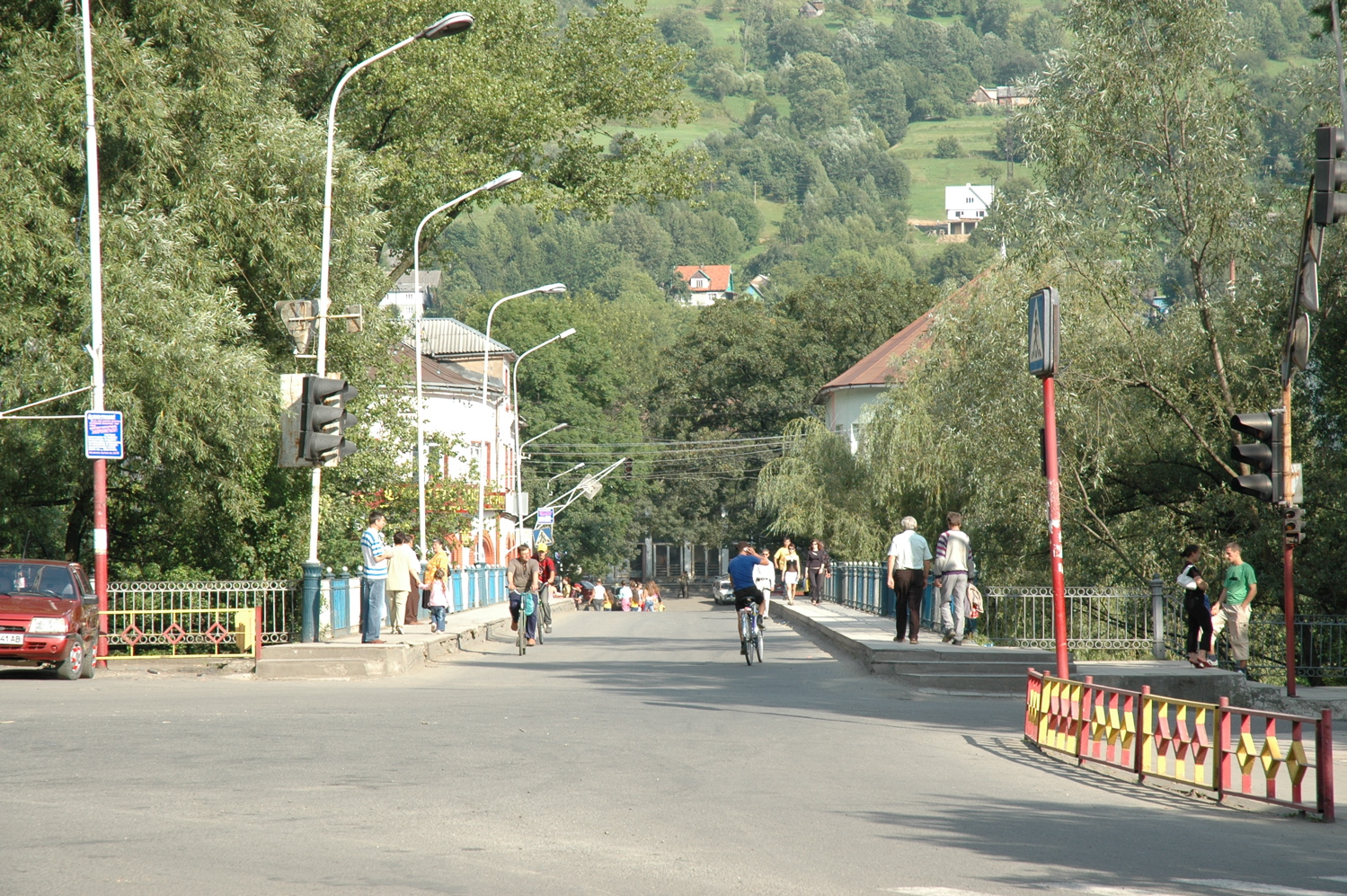
Střed města

V době sčítání lidu v roce 2001 zde žilo 15 241 obyvatel, z toho 12 % maďarské národnosti. 92 % obyvatel Rachova používalo ke komunikaci ukrajinský jazyk, 4,8 % jazyk maďarský a cca 2 % ruský.
V roce 2025 zde žilo 15 137 obyvatel.

## Ekonomika

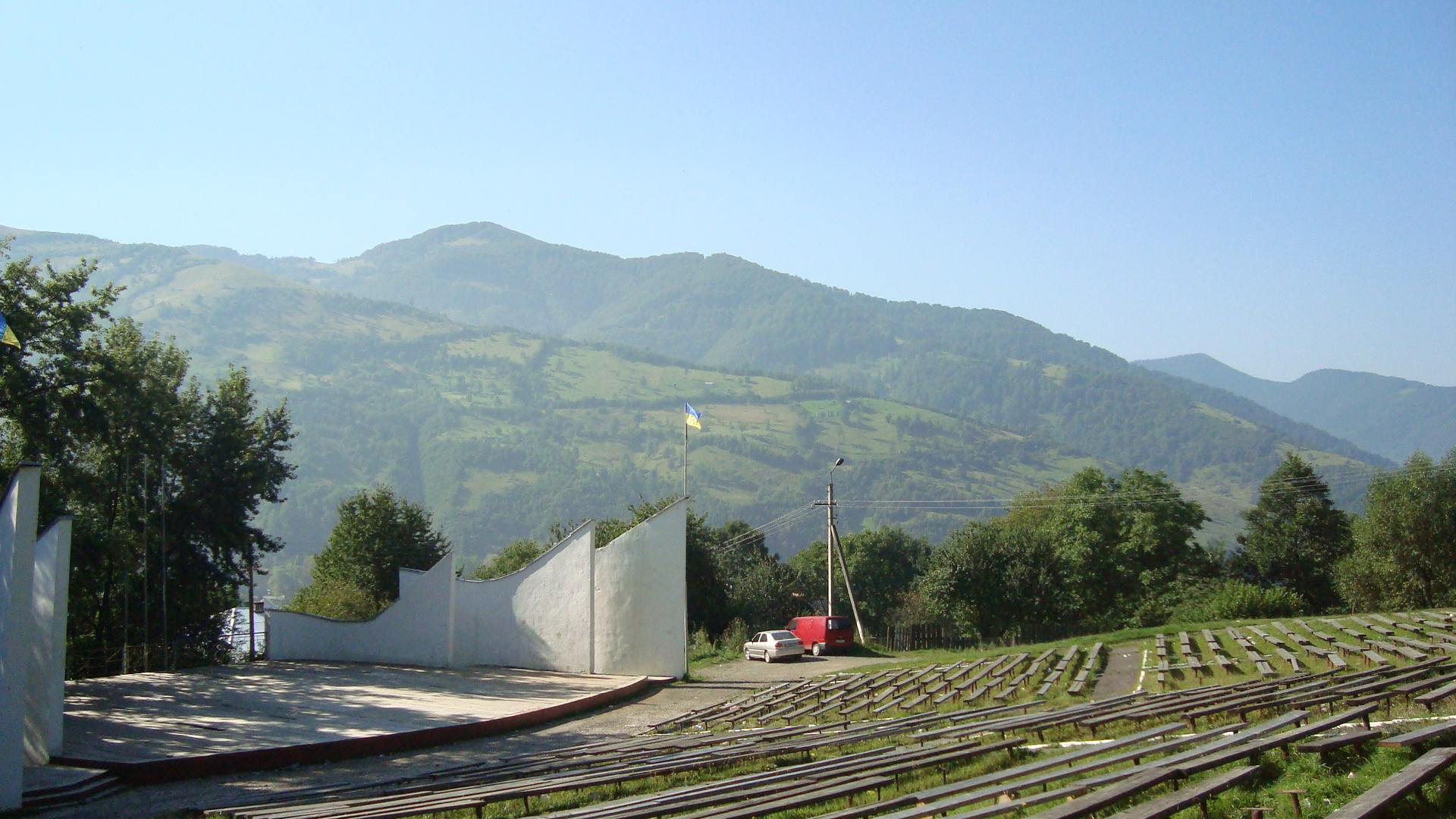
Amfiteátr v Rachově.

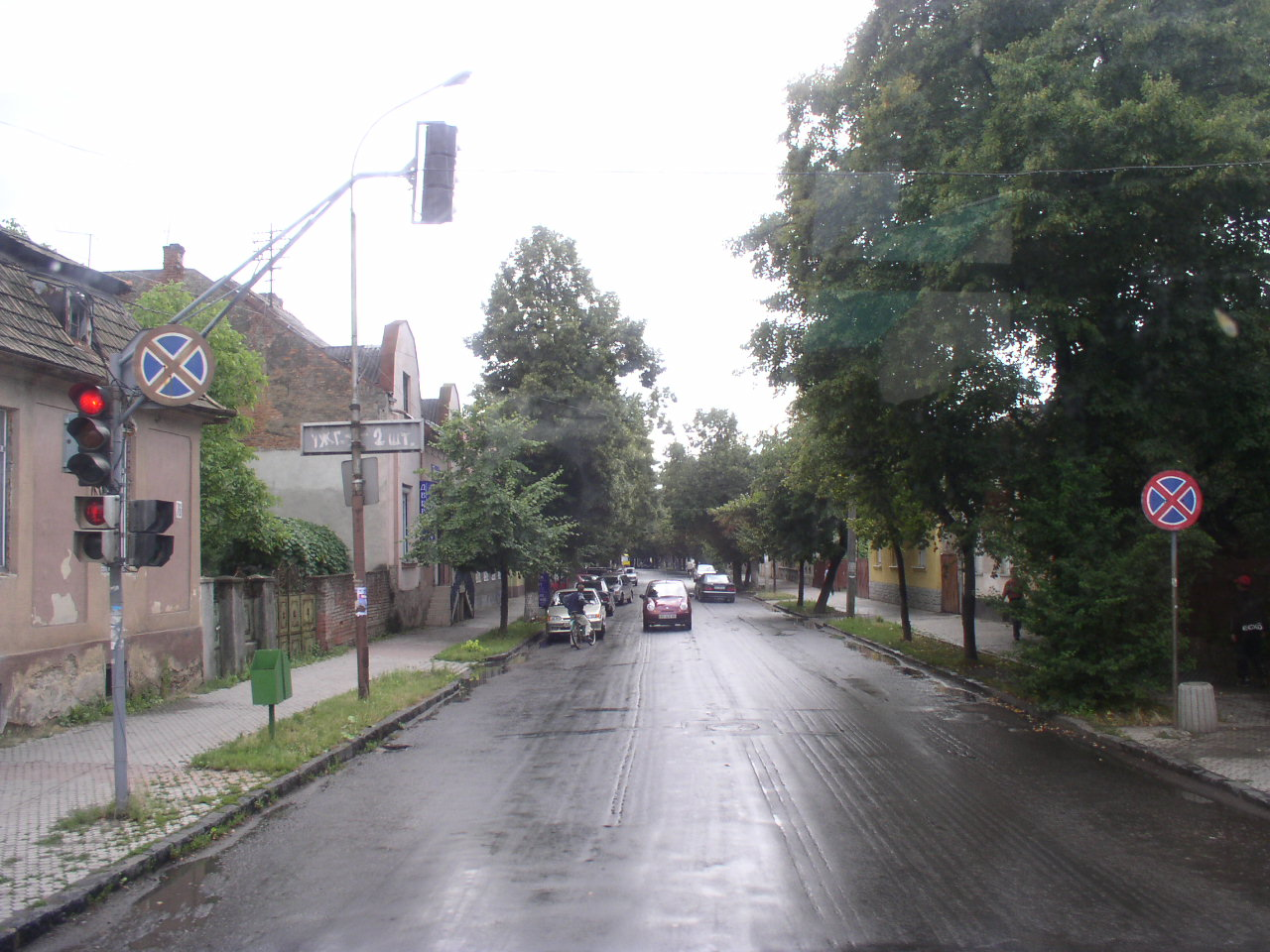
Silnice ve městě v roce 2006.

V nedalekých horách se nachází důl na mramor, těží se tam ale také písek, pískovec a různé další druhy kamene. V okolí města je řada pramenů minerálních vod, místními označované též pojmem burkut. Turisté tyto prameny často navštěvují.

## Životní prostředí a zeleň
Město je obklopeno horami a hustými lesy. Místní park kultury a oddechu (ukrajinsky Парк культури і відпочинку) leží na západních svazích nad městem. Jeho součástí je i přírodní amfiteátr a vedou tudy trasy do otevřené krajiny západně od Rachova. 
Rachov je jedním z výchozích bodů pro turistické výpravy do okolních kopců, které město ze všech stran obklopují. Občas je označován jako "Brána Karpat".
Nedaleko města se nachází Arboretum Burkut, kde rostou unikátní modříny.
Město má dlouhodobý problém s odpadovým hospodářstvím, odpad z Rachova proniká do řeky Tisy a následně na maďarské území. Situace má tak mezinárodní rozměr a trvá dlouhou dobu. V okolí města neexistuje organizovaný svoz odpadu, a tak nepotřebné věci často končí v řece.

## Zdravotnictví
V Rachově se nachází okresní nemocnice (ukrajinsky Рахівська районна лікарня), její areál stojí v blízkosti železniční stanice.

## Pamětihodnosti a zajímavosti
Ve městě se nachází chrám Ducha svatého (pravoslavný), který byl zbudován v letech 1991 až 1993. Z roku 1825 pochází římskokatolický kostel Jana Nepomuckého. Obě církevní stavby jsou umístěny v samotném středu města, bezprostředně vedle sebe. Poblíž stojí i rachovský dům kultury, který vznikl v 50. letech 20. století.
V Rachově se rovněž nachází muzeum huculského řezbářství.
V 80. letech 19. století byl při výstavbě železniční trati přes Rachov vytyčen bod, který byl považován za geografický střed Evropy. Pravidelně se zde pořádá kulturní festival s názvem "Střed Evropy", který na význam Rachova v tomto směru odkazuje.
V centru města se nacházel památník Sovětské armádě, který byl v roce 2022 demontován.
Na jednom z domů je umístěna pamětní deska připomínající prvního československého prezidenta T. G. Masaryka. U místního parku stojí socha Tarase Ševčenka.

## Doprava
Město leží na železnici spojující Ivano-Frankivsk se Zakarpatím. Již od konce první světové války část trati prochází přes území Rumunska a doprava dále do Chustu a zbytku Zakarpatské oblasti je zde peážní, často bývá přerušena. Trať byla dlouhou dobu nefunkční. Vlaky jsou tak vypravovány především ve směru na sever, přes karpatský oblouk. V Rachově se nachází jedno velké hlavní nádraží, které vzniklo v 19. století. 
Městem rovněž prochází hlavní silniční tah v severojižním směru údolím řeky Tisy, v němž město leží. Silnice vede samotným středem města.
Kromě hlavního tahu údolím Tisy lze do Rachova cestovat i po silnici z obce Kosivska Poljana přes tzv. Rachovský průsmyk.

## Partnerská města
- Bielsk Podlaski, Polsko
- Segedín, Maďarsko
- Třebíč, Česko[29][30][31]

## Osobnosti
- Sandor Bonkaló (1880–1959) maďarský lingvista a literární historik
- Ladislav Kubíček (1926–2004) – český lékař, kanovník litoměřické katedrální kapituly, známá postava české katolické církve 20. století, zavražděn na své faře ve Třebenicích
- István Altorjay (* 1921), maďarský chirurg
- Ervín Adam (1922–2024) – český epidemiolog, v Československu vymýtil obrnu, emigrant po roce 1968, žil v Texasu
- Vladimír Štefuca (* 1940), slovenský herec
- Mykola Ivanovič Vorochta, ukrajinský umělec, malíř
- Vasil Vasiljovič Kuchta (* 1956), ukrajinský básník a publicista
- Ivan Jurjevič Kušnir, ukrajinský sochař
- Vjačeslav Tiberiovič Lenděl (* 1963), ukrajinský fotbalista
- Mychajlo Braščajko, právník a předseda národní rady v roce 1919).[32]
- Vitalij Petrovič Jonaš, plukovník ukrajinské armády